# ASAHI SUPER DRY MUSIC ALIVE
『ASAHI SUPER DRY MUSIC ALIVE』（アサヒスーパードライ・ミュージックアライブ）は、JFN系で放送されたラジオ番組。

## 概要
- 毎回、さまざまなキーワード『MUSIC POINT』を元に『音楽がどのように進化し、未来につながっていくのか』を番組独自の視点で探っていく。
- 毎回『サプライズな結末』が待ち受けている。
- また、『SPECIAL EDITION』で注目のアーティストにスポットを当て、番組とコラボレートしていた。

番組開始の2005年4月から2006年3月はマンスリー企画として1組のコラボレートアーティストが1ヵ月間で1曲を制作するというスタイルを取り、その楽曲制作の様子は毎週同コーナー内で発表された他、雑誌『Weekly ぴあ』の連動コーナーに掲載された。発表回には同誌編集長・野口勉がコラボレートアーティストとともに出演した。なお、2006年4月からは1ヵ月という期間を撤廃した。

## 『MUSIC POINT』一覧
- ステージセット
- ツアータイトル
- 最強の名前

B'zがコメントゲストとして出演した。
- 夢のライブ 夢のコラボ
- tobaccojuice[1]
- 声

佐藤賢治が某所で開かれた『声博』のコンパニオンとして登場。
- アンダーウェア
- メイク

石井が番組の男性ADに『次世代メイク』を施しつつ進行した。また、ジェームス小野田がコメント出演した。
- ストリート
- ビアンコネロ[1]
- 雨
- ウェディング・ソング
- 夏フェス
- 星村麻衣[1]
- CDジャケット
- ダンディズム
- BGM
- Leyona[1]
- アート
- ラジオ

この回からリスナーとの電話企画『竜也と生電話』が始まった。
- ラブソング
- DJ TATSUTA[1]
- スポーツ
- 愛
- ストリート
- 石

当時発売直前だった石井のベストアルバム『石 〜Best of Best〜』を特集した回。
- Chocolat & Akito[1]
- ラブ

『竜也と生電話』回。ハートブレイカー限定でリスナーとトークをした。
- エンターティナー

郷ひろみがゲスト出演し、彼に注目した架空の博覧会『ひろみ博』を中心にトークを展開した。
- 米米CLUB

『米 〜Best of Best〜』の発売と米米CLUBのデビュー20周年を記念し、ゲストのジェームス小野田とともに今だから言えるトークを展開した。
- つばき[1]
- コメ電スペシャル

『竜也と生電話』回。
- 映画と音楽
- ピアノ
- つじあやの[1]
- イルミネーション
- パーティー
- ラブストーリー

ギタリスト・近田潔人がゲスト出演し、石井が近田のギターをバックに愛してるを生ライブで披露した。
- THC!![1]
- 賀正コンピ
- ワンっ!
- ビート
- K-POP
- ハードボイルド

『竜也と生電話』の回だが、石井は『NYLON CLUB』シリーズのキャラクター・愛原ジョーとしてリスナーとトークしていた。
- hare-brained unity[1]
- デュエット
- DISCO
- バブリーな2人

久保田利伸がゲスト出演した。
- 平絵里香[1]

番組後半では時任三郎とのトークを放送した。
- 卒業ソング
- チャレンジ

『竜也と生電話』回。
- THE PRIVATES[1]

この回をもって『Weeklyぴあ』との連動が終了し、野口も番組を降板した。
- 再結成

米米CLUBの再結成が発表されたあとの回。後述の公開ミーティングの告知があった。
- オヤジ〜oyaji〜
- デビュー
- 世界
- 米米CLUB 公開ミーティング

米米CLUBメンバー全員がゲスト出演し、渋谷スペイン坂スタジオでの公開生放送を行った。
- ゴールデンウィーク

『竜也と生電話』回で「ゴールデンウィークに何もいいことがなかった」リスナーが対象。
- MOTHER
- プローモーションビデオ

スガシカオがゲスト出演した。
- B-JAM
- 雨のコンピレーション
- 世界ソング

リニューアル後最初の『SPECIAL EDITION』の発表回でナオト・インティライミがゲスト出演し、この間に制作した曲である「セカイ・YO・オドレ」を披露した。
「セカイ・YO・オドレ」は楽曲発表から7年後、ナオトのコンセプトアルバム『旅歌ダイアリー』に収録された。
- ジューンブライドソング
- セカンド・ステージ
- ヒット
- コラボレイト

HOME MADE 家族がゲスト出演した。
- トラベル

『竜也と生電話』の回でテーマは「旅行先でのトラブル話」。なお、この回のオープニングにて放送機器がちょっとしたトラブルを起こし、石井による『MUSIC POINT』発表後にオープニングジングルの冒頭がまた流れてしまった。
- 海と音楽
- 花と音楽
- 極上の時間
- 公園
- パフォーマー
- ナンバーワン

米米CLUBメンバー全員がゲスト出演した。
- MATA(C)TANA…SUPER FES
- い〜よ、い〜よ
- GUY
- 『ライファー』発表

『SPECIAL EDITION』の発表回で岡本達幸がゲスト出演し、この間に制作した楽曲である「ライファー」を披露した。
- 舞台裏
- サウンドトラック
- 音楽とスープ…の関係
- ラブソング・セレクション
- 撤回

『竜也と生電話』回。米米CLUBが解散を撤回したことにちなみ、トークテーマは『撤回宣言』。
- 初恋

矢井田瞳がゲスト出演した。
- Early Xmas

『竜也と生電話』回。テーマはクリスマス。
- 秋の眺め
- unplugged
- VS

スキマスイッチがゲスト出演した。
- ガンダム

富野由悠季がゲスト出演した。
- 米蔵からひとつかみ!

このミュージックポイントの元ネタは『山下達郎のサンデー・ソングブック』のレギュラープログラム『棚からひとつかみ』であり、オープニングの『MUSIC POINT』発表時に石井が山下に対し平謝りしていた。BON、フラッシュ金子がゲスト出演した。
- スペシャルエディション

『SPECIAL EDITION』の発表回でドイツ出身のミュージシャン・ベンジャミン・フランクリンがゲスト出演し、この間に制作した楽曲である「soft wave」を披露した。
- 2006年事件簿カウントダウン
- しゃべり初め
- U.K
- RUNNING

『竜也と生電話』回。
- ストリングス
- ミュージカル
- ミュージック・チャンプ

この回の翌日にグラミー賞の発表があることにちなんだミュージックポイント。
- 発表会

『SPECIAL EDITION』の発表会ではなく、当時の石井の新曲「君に戻ろう」の発表回である。放送日当日に東京マラソンが行われていたことにちなみ、同曲を番組内で2回オンエアした。
- 君に戻ろう
- 『日時計』初公開
- 卒業
- スペシャル・エディション発表会

『SPECIAL EDITION』の発表回で好色人種がゲスト出演し、この間に制作した楽曲である「爛漫＠エビバディ」を披露した。
- 楽しい日曜日の過ごし方

番組が最終回ということでリスナーから『楽しい日曜日の過ごし方』をメールで募集。その中でリスナーの投稿にまぎれて米米CLUBのBON、MINAKO、ジェームス小野田がメッセージを寄せていた。また、エンディングで石井週一の告知も行われた。